# El Cóporo
El Cóporo är en ort i Mexiko.   Den ligger i kommunen Zinacantepec och delstaten Mexiko, i den sydöstra delen av landet, 80 km väster om huvudstaden Mexico City. El Cóporo ligger 2 995 meter över havet och antalet invånare är 6 068.
Terrängen runt El Cóporo är kuperad åt sydväst, men åt nordost är den platt. Runt El Cóporo är det tätbefolkat, med 493 invånare per kvadratkilometer. Närmaste större samhälle är Toluca, 19,1 km öster om El Cóporo. Trakten runt El Cóporo består till största delen av jordbruksmark.